# Two Thousand and None
Two Thousand and None es una película independiente canadiense del año 2000 protagonizada por John Turturro. Fue estrenada en el Festival de Cine de Taormina en Italia, donde el director Arto Paragamian y Turturro ganaron el premio FIPRESCI por "la confirmación de un nuevo talento, su imaginativa exploración de una temática difícil y por la excepcional actuación de John Turturro".

## Argumento
Un hombre comienza a desarrollar una nueva perspectiva de la vida una vez que descubre que se está por acabar. Benjamin Kasparian (Turturro) es un paleontólogo de ascendencia armenia que acaba de separarse de su esposa, Amanda. Mientras trata de acostumbrarse a su vida de soltero, Benjamin visita al médico y se le informa que sufre de un inusual enfermedad en el cerebro llamada síndrome de Talbot, y es probable que no viva más de cinco semanas. Benjamin decide disfrutar lo mayor posible el tiempo que le queda, contrario a la opinión de Amanda, su mejor amigo, su jefe y su nueva novia, quienes creen que debería tomarse el asunto con mayor seriedad.

## Reparto
- John Turturro .... Benjamin Kasparian
- Oleg Kisseliov .... Jeremiah
- Katherine Borowitz .... Amanda
- Julian Richings .... Curator
- Carl Alacchi .... Padre de Benjamin
- Pascale Devigne .... Madre de Benjamin
- Jayne Heitmeyer .... Dr. Maeder
- Vanya Rose .... Daphne, novia de Benjamin